# Język khmu
Język khmu – język z podgrupy khmuskiej języków mon-khmer, używany przez 390 tys. osób (grupa etniczna Khmu) na północy Laosu, a także w Tajlandii i Wietnamie. Około 1000 osób posługuje się tym językiem w Chinach.